# Tardor
|  | Per a altres significats, vegeu «Tardor (grup musical)». |

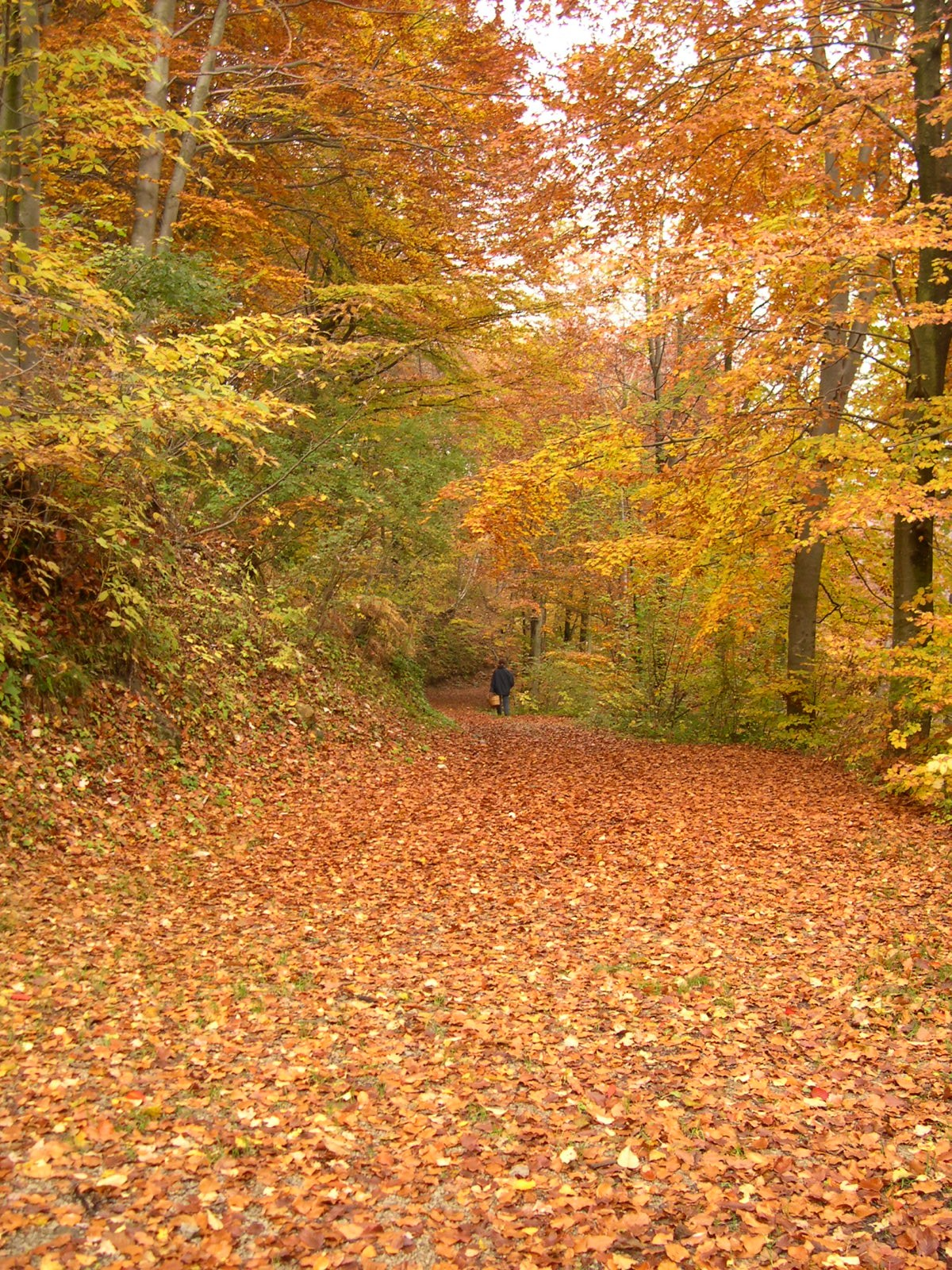
Imatge d'un bosc a la tardor.

La tardor, primavera d'hivern, autumne, rerevera o autunjo (en alguerès) és una de les quatre estacions de l'any, de les zones temperades. Astronòmicament, comença amb l'equinocci de tardor (entre el 22 i el 23 de setembre en l'hemisferi nord i el 20 i el 21 de març en l'hemisferi sud), i acaba amb el solstici d'hivern (al voltant del 21 de desembre en l'hemisferi nord i el 21 de juny en l'hemisferi sud). No obstant això, a vegades és considerat com els mesos sencers de setembre, octubre i novembre en l'hemisferi nord i març, abril i maig en l'hemisferi sud.
És una època de precipitacions, en algunes parts del món, i de descens progressiu de la temperatura. Els dies s'escurcen progressivament i les nits s'allarguen. Les plantes caducifòlies perden la clorofil·la i les fulles esdevenen groguenques o vermelloses com a pas previ a la seva caiguda. Molts fruits estan en el seu punt òptim.
Pels colors de la natura, és un període molt evocador en l'art. Està associat a l'edat madura. És el començament de la rutina en la majoria de països, fins al punt que en psicologia es parla de "síndrome post-vacacional". Per això antigament s'anomenava l'estació de la malenconia i en la teoria dels quatre humors, li correspon la bilis negra.

## Etimologia
El mot tardor prové del llatí tardatio (acció de tardar) que va donar tardaó i va esdevenir tardor per influx del sufix -or. Quan es va publicar el Diccionari català-valencià-balear (1930-1962) els seus autors, Antoni Maria Alcover i Francesc de Borja Moll, van constatar que la utilització del mot es restringia a unes poques localitats a banda i banda dels Pirineus mentre que la utilització literària era generalitzada en el domini lingüístic. La utilització del mot tardor s'ha generalitzat a la parla comuna força recentment, abans la denominació habitual era primavera d'hivern o primavera de s’hivern.
El mot autumne prové del llatí autumnus, tardor, i rerevera és un mot empordanès de formació paral·lela a primavera.